# Ахмадалиев, Бегали Расулович
Бегали Расулович Ахмадалиев (16 мая 1929, Науский район, Таджикская АССР — 13 апреля 1999, Худжанд) — советский хозяйственный, государственный и политический деятель.

## Биография
Родился в 1929 году в селе Куштегирман. Член КПСС с 1949 года.
С 1947 года — на хозяйственной, общественной и политической работе. В 1947—1990 гг. — учитель средней школы, пропагандист райкома партии, в Советской Армии, литсотрудник, заведующий отделом районной газеты, второй секретарь Науского райкома партии, председатель Науского райисполкома, первый секретарь Пролетарского, Зафарободского райкомов партии, заместитель председателя, председатель Ленинабадского облисполкома, министр соцобеспечения Таджикской ССР.
Избирался депутатом Верховного Совета Таджикской ССР 7-11-го созыва.
Умер в Худжанде в 1999 году.